# Ptinella denticollis
Ptinella denticollis ist ein Käfer aus der Familie der Zwergkäfer (Ptiliidae). 

## Merkmale
Die Käfer erreichen eine Körperlänge von 0,8 Millimetern und sind damit geringfügig kleiner als der ähnliche Ptinella limbata. Der Kopf ist deutlich schmäler als der Halsschild. Dieser ist ungefähr doppelt so lang wie breit. Die Hinterwinkel des Halsschildes enden in einem scharfen Eck, die Seiten des Schildes verengen sich in einem gleichmäßigen, konvexen Bogen bis zu den Hinterwinkeln, die Scheibe besitzt keine länglichen Eindrücke. Die Weibchen besitzen flache, pigmentlose Facettenaugen. 

## Vorkommen und Lebensweise
Die Art ist vor allem in West- und Südeuropa verbreitet. Die Verbreitung reicht im Norden von den Britischen Inseln und Dänemark über Schweden und Finnland, im Süden von Spanien über Frankreich und Italien nach Österreich, Deutschland und Polen. Sie fehlt auf der Balkanhalbinsel, mit Ausnahme von Nachweisen in Kroatien und Griechenland. Die Tiere leben in morschem Totholz und in Maulwurfsnestern. 